# S. Klein
S. Klein On The Square, of kortweg S. Klein, was een populaire warenhuisketen die was gevestigd in de Amerikaanse stad New York. 
De vlaggenschipwinkels (een hoofdgebouw en een damesmodegebouw) bevonden zich aan Union Square East in Manhattan. Het warenhuis voerde in de jaren 1920  de idiomatische slogan "on the square" (wat "eerlijk en oprecht" betekent). S. Klein positioneerde zich als een stap boven de regionale discountwinkels van die tijd (zoals Two Guys en Great Eastern Mills), was modebewuster dan E.J. Korvette en een betaalbaardere optie vergeleken met traditionele warenhuizen als Macy's of Abraham & Straus. Het assortiment van de S. Klein-warenhuizen hadden een compleet assortiment, inclusief meubelafdelingen, bontafdelingen en afdelingen voor huisdieren.

## Geschiedenis
De in Rusland geboren Samuel Klein (1886-1942) richtte S. Klein op in 1905 of rond 1912, in het blok Union Square East, tussen 14th Street en 15th Street (in het voormalige Union Square Hotel).
S. Klein begon in de jaren zestig met de bouw van nieuwe winkels in de buitenwijken, maar op een ongebruikelijke manier. In plaats van een ankerwinkel te zijn in de regionale winkelcentra die destijds werden gebouwd, bouwde S. Klein vaak een winkel op een perceel in de buurt van het winkelcentrum zelf, maar zonder er verbinding mee te maken. De meeste winkels waren gevestigd in New York en New Jersey in de regio Groot-New York. S. Klein had winkels in het zuiden, in onder meer Alexandria, Virginia, en in het Beltway Plaza in Greenbelt, Maryland. S. Klein was ook aanwezig in Philadelphia en de voorsteden, met winkels op Roosevelt Blvd, Marple-Springfield en Cherry Hill. De winkel in Glenolden werd toegevoegd na de overname van het voormalige Topp's-gebouw.
De oprichter van S. Klein stierf in 1942 en zijn nabestaanden verkochten de zaak in 1946 voor ongeveer $3 miljoen aan Grayson-Robinson Stores, Inc., een grote winkelketen. Deze ging failliet, waarna de S. Klein-warenhuizen in 1965 werden overgenomen door McCrory Stores.
Halverwege de jaren 1970 leek het moederbedrijf van S. Klein, McCrory Stores, dat op zijn beurt onderdeel was van 'Rapid-American Corp., meer geïnteresseerd in het onroerend goed dat het bedrijf bezat dan in de detailhandelsactiviteiten (een lot dat Two Guys in 1982 zou treffen) en het begon de winkels in clusters te sluiten. In 1978 zouden de laatste winkels van de keten sluiten. De vlaggenschipwinkels op Union Square in Manhattan zijn nu de locatie van het appartementencomplex Zeckendorf Towers.

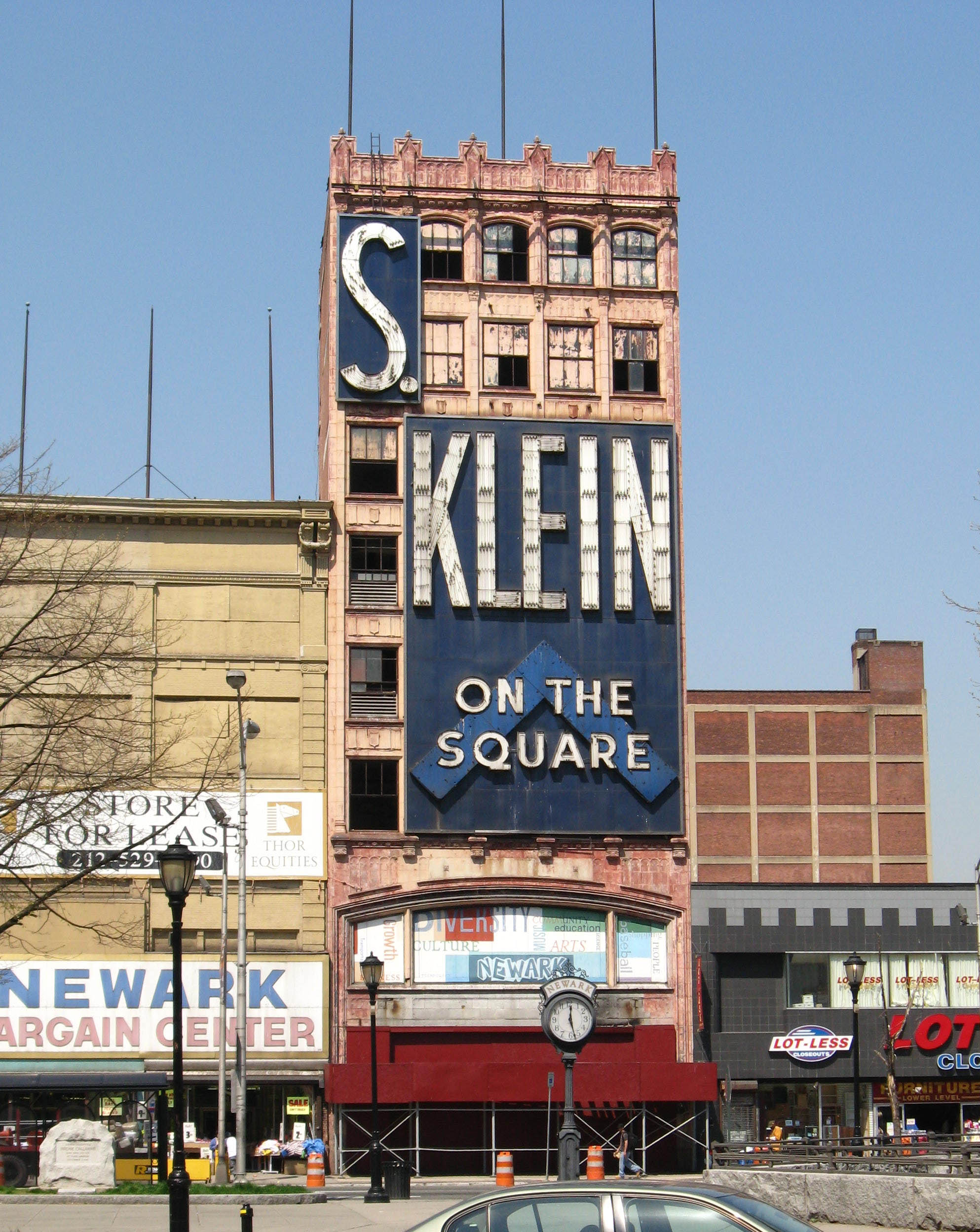
Winkel in Newark in 2008